# Dräktreformrörelsen

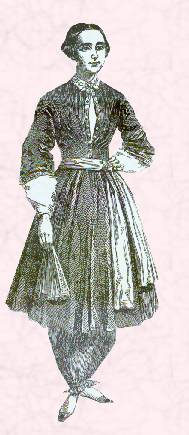
Amelia Bloomer i Bloomerdräkt. Dräkter av denna typ var accepterade för hemmabruk, men sågs som radikala i offentliga sammanhang.

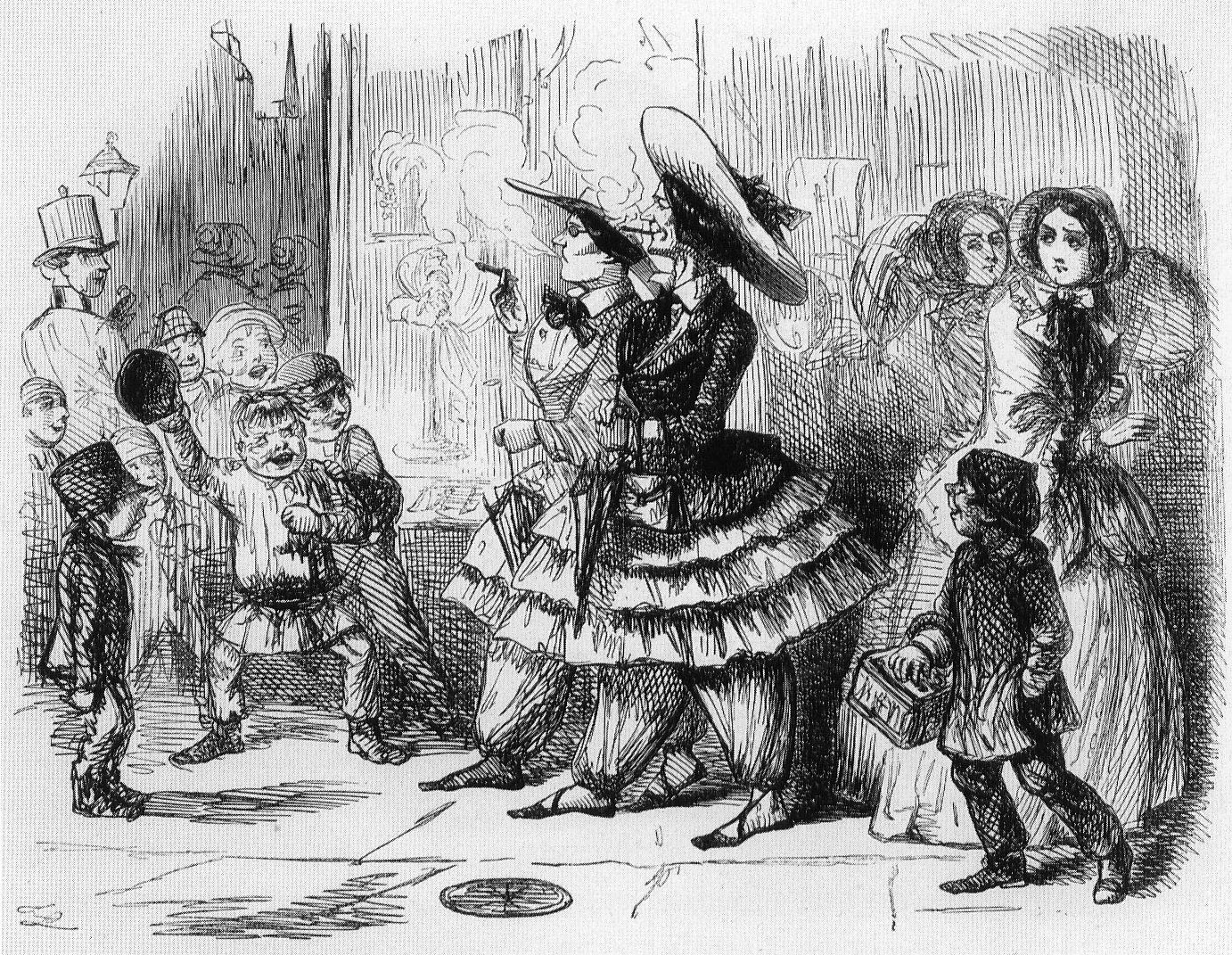
Karikatyr av kvinnor i bloomerdräkt. Kvinnor som visade sig offentligt i byxor upplevdes som provocerande i det dåtida samhället.

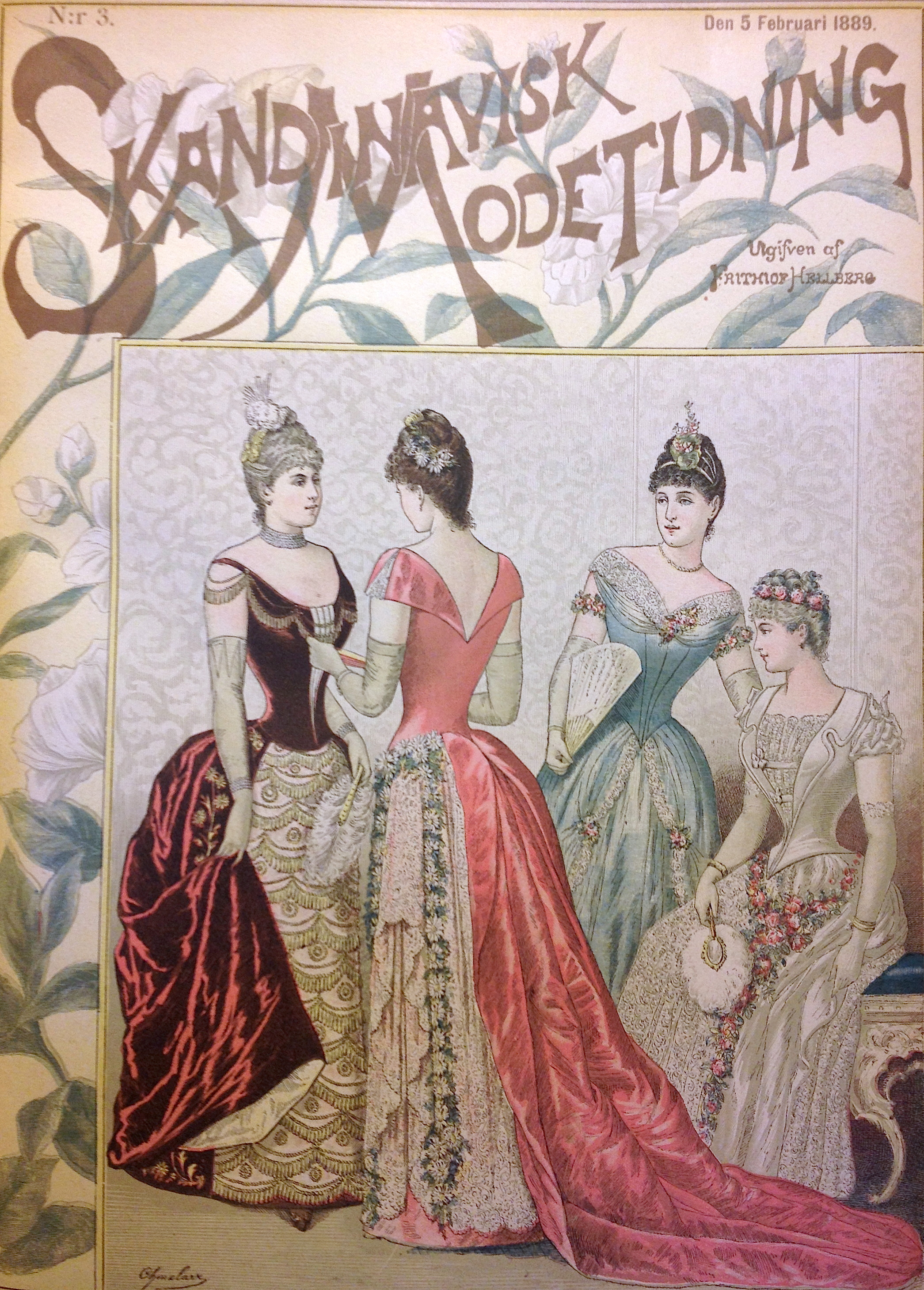
Kvinnomodet under 1880-talet, en tid då reformdräktrörelsen spred sig i Västvärlden. I denna bild kan man tydligt se de hårt åtsnörda korsetterna, de långa tygrika kjolarna och turnyrerna reformdräktrörelsen då invände mot. Skandinavisk modetidning 1889; nummer 3.

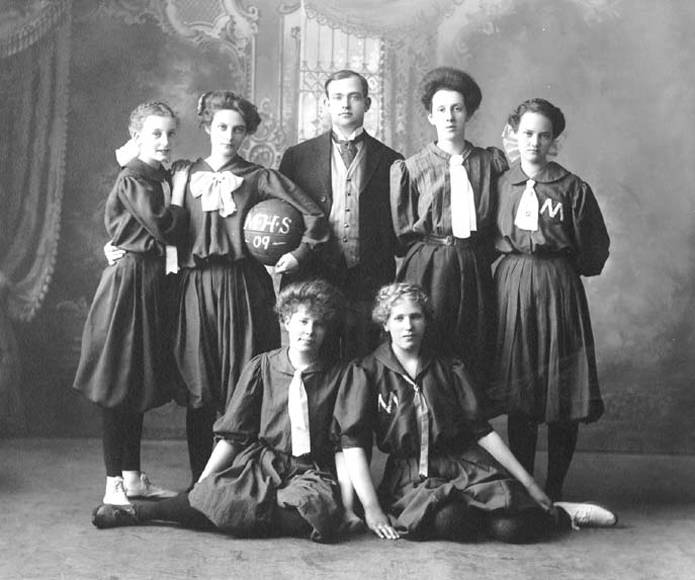
Kvinnliga basketbollsspelare, 1908. Den ökade gymnastiken bland kvinnor vid sekelskiftet 1900 gjorde att kläder snarlika de tidigare Bloomers blev mer accepterade.

Dräktreformrörelsen, eller rationella dräktreformrörelsen, var en rörelse under 1800-talet som syftade till att reformera den dåtida kvinnliga klädedräkten för att göra den mer hälsosam och bekväm. En rad föreningar grundades mellan cirka 1850 och 1900 för att informera om hälsoriskerna med det dåtida kvinnomodets korsetter, långa kjolar och många lager underkläder, och föreslå alternativa "reformdräkter", 
i vissa fall med byxor, eller enbart en reformering och förenkling av underkläderna, såsom att snöra korsetterna mindre hårt, korta kjolarna och bära färre underkläder. Rörelsen fick mest uppmärksamhet i USA och Storbritannien, men förekom även i övriga Västeuropa, däribland Sverige.

## Historia
Från 1830-talet och framåt förekom en växande kritik mot klädedräkten för kvinnor, då modet från detta decennium och framåt utvecklade sig åt en för hälsan allt mer skadlig riktning. Vad man främst kritiserade var den stora mängd underkläder som bars i flera lager och tyngde ned bärarens rörelser och skapade en ojämn värmefördelning och överhettning; de allt längre kjolarna som sopade med sig smuts från gator och golv och spred dem överallt där bäraren vistades; och framför allt korsetterna, som skadade skelettet, tryckte inre organ nedåt och uppåt eller mot varandra, och försämrade rörelsefrihet, blodcirkulation och syreupptagning.
Korsetten gjorde kvinnan blek av den bristfälliga blodcirkulationen, fick henne att bli andfådd av minsta ansträngning på grund av den dåliga syreupptagningen, och ansågs också av dåtida läkare ha inverkat på förekomsten av bleksoten, en sjukdom som ökade kraftigt sedan korsetten började användas på 1830-talet. Denna kritik kom från både medicinskt kunniga, feminister, hälsoentusiaster och progressiva idealister, och så småningom bildades föreningar för att föra fram dessa åsikter om en dräktreform.
Dräktreformrörelsen nådde så småningom sina krav, eftersom samhällsutvecklingen oberoende av rörelsen gjorde en dräktreform nödvändig genom kvinnors allt större deltagande i yrkesliv, idrott och andra rörliga aktiviteter. Vid sekelskiftet 1900 blev byxor och avsaknad av snörliv accepterat som sportkläder för kvinnor, och i och med moderevolutionen efter första världskriget, där den nya kvinnan började klippa sitt hår och klä sig i korta klänningar utan korsetter, var rörelsens mål uppnådda.

### Danmark
I Danmark hade flickor redan på 1860-talet använt bloomersdräkten som skridskodräkt. Ingen separat förening för dräktreform skapades i Danmark, men Dansk Kvindesamfund tog upp frågan under inflytande av Svenska drägtreformföreningen, vars utställning av reformdräkter visades i Köpehamn.  
Dansk Kvindesamfund utgav en reformdräktbroschyr, Om Sundheden og Kyindedraegten av J. Frisch, med förslag till dräktplagg, och samarbetade tätt med Stockholm och Oslo vid utformandet av reformdräkter, och deltog i utställningar, så som Den Nordiske Industri-, Landbrugs- og Kunstudstilling i Kjøbenhavn 1888.

### Finland
Ingen separat förening för dräktreform skapades i Finland, men Finsk kvinnoförening tog upp frågan under inflytande av Svenska drägtreformföreningen, höll föredrag i flera finska städer och hade en mönsterdepå i Helsingfors. 1887 rapporterades att reformdräkten användes som gymnastikdräkter i stadens flickskolor, vid en tid när pojkskolorna ännu inte hade särskilda gymnastikkläder för sina elever. 
Finsk kvinnoförening deltog sommaren 1893 i Ryska Hygieniska Sällskapet i Petersburg 1893 med en skoldräkt inspirerad av Svenska drägtreformföreningens modell, och belönades med den stora silvermedaljen.

### Frankrike
I Frankrike var det förbjudet i lag för kvinnor att bära byxor offentligt, även om många radikala kvinnor, som George Sand, bar byxor av individuellt val och uppfattades som excentriker på grund av det. I slutet av 1800-talet togs frågan om en reformdräkt upp i flera av de franska kvinnoföreningarna. Genombrottet för byxor och korsettfria dräkter kom när Frankrike greps av en stark entusiasm för cykling under 1890-talet. Kvinnor cyklade då offentligt överallt, och var då klädda i "bloomerbyxor", något som gjorde synen vanlig. Dräktreformrörelsen påverkade franska modeskapare, och i början av 1900-talet blev kvinnomodet alltmer naturligt, för att efter första världskriget slutligen ha infört korta kjolar och avskaffat korsetten.

### Nederländerna
I Nederländerna spreds ett intresse för frågan efter grundandet av en tysk dräktreformförening 1896, och 1899 grundades Veereeniging voor Verbetering van Vrouwenkleeding (V.v.V.V.v.), som utgav publikationer, deltog i utställningar och arbetade med att ta fram ett nytt klädmode som kunde vara vackert och hälsosamt samtidigt.

### Norge
Ingen separat förening för dräktreform skapades i Norge, men Norsk Kvinnesaksforening tog upp frågan under inflytande av Svenska drägtreformföreningen, vars utställning av reformdräkter visades i Oslo. Svenska reformdräktsmönster fick stor framgång i Norge, där rörelsen beskrivs som framgångsrik. 
Läkaren Lorentz Dietrichson höll 1886 tre föredrag om dräktreform i Norge, varav det sista var ett referat av den svenska rörelsen.  Han propagerade främst för korsettens skadeverkningar. Norsk kvindesagsforening engagerade sig sedan i frågan, och Johanne Biörn höll föredrag och delade ut informationsmaterial i Oslos skolor. Designen Kristine Dahl hade framgång även i Sverige och Danmark med sina modeller av reformdräkten. Kristine Dahl beskrivs som både vacker och karismatisk och fick framgång genom att visa att en hälsosam dräkt inte behövde innebära att den var ful, något som annars var ett stort hinder för framgång. Dahl hade inte bara framgång i Norge, utan ska under sitt besök i Sverige ha gett nytt liv även till den svenska rörelsen.

### Storbritannien
Dräktreformrörelsen nådde Storbritannien från USA, och en rad föredrag hölls av reformaktivister redan år 1851, samma år som i USA. I England var det främst den amerikanska bloomerdräkten med byxor under en knälång tunika som fördes fram av dräktreformrörelsen, något som gjorde att rörelsen uppfattades som radikal och chockerande för allmänheten, som vid denna tid inte var van vid att se kvinnor i byxor. 
Rörelsens krav hyllades av läkarvetenskapen, och den upplevde också en kort blomstring inom societeten, där "bloomerbaler" en kort tid firades. Rörelsen blev dock svårt häcklad i den brittiska pressen, där kvinnor i bloomerdräkt beskrevs som rebeller som arbetade för att försöka ta över även andra manliga privilegier än bara byxorna. Trakasserier förekom mot de radikala kvinnor som försökte bära klädseln offentligt, och ogillandet från den allmänna opinionen släckte snart rörelsen. 
Reformdräktrörelsen återuppväcktes i England när 'National Health society' och 'Rational Dress Society' grundades år 1881.  Rational Dress Society leddes av Florence Harburton och E.M. King, och den senare bröt sig sedan loss och grundade 'Rational Dress Association', som följdes av 'Rational Dress League' och sedan av 'Healthy and Artistic Dress Union' 1890.  Denna gång fick rörelsen större framgång.  Den sammanföll med acceptansen för offentlig kvinnlig gymnastik i form av främst cykling, vilket innebar att det blev socialt accepterat att offentligt visa sig i vad som tidigare ansetts vara gymnastikdräkt.  Dessutom stöddes rörelsen kraftigt att den samtida brittiska konstnärsrörelsen Prerafaeliterna och deras ideal om Artistic Dress. Rörelsen förde framgångsrikt fram argumentet att skönhet förutsatte hälsa, och de "artistiska klänningar" som tillverkades av 'Liberty Company' från 1875 blev gradvis en succé.

### Sverige
I Sverige grundades Svenska drägtreformföreningen år 1886, sedan idéerna om dräktreformrörelsen i USA och Storbritannien hade nått Sverige året innan genom professor Curt Wallis, som hemförde boken Dress and Health. Boken översattes till svenska 1885 av Oscara von Sydow och fick titeln Reformdrägten: En bok för qvinnor skrifven af qvinnor. Idéerna om en förbättrad och mer hälsosam klädsel spred sig bland bildade kvinnor i huvudstaden. Anne Charlotte Leffler höll då ett uppmärksammat föredrag om dräktreformrörelsen 1885 (i Nya Idun) som ledde till att föreningen Hantarbetets Vänner gav konstutbildade Hanna Winge uppdraget att designa en svensk reformdräkt. Dräkten syddes upp av Augusta Lundin och ställdes ut offentligt och väckte uppmärksamhet.
Vid Dräktreformföreningen första sammanträde valdes Ellen Key till mötets ordförande och bland medlemmar fanns läkaren Karolina Widerström, Sveriges första kvinnliga historiker Ellen Fries och pedagogen Anna Whitlock. I Sverige sysslade rörelsen, efter initiala försök att lansera en reformdräkt, främst med att förespråka en reformering av underkläderna och en diskret justering av de synliga kläderna. Den svenska rörelsen brevväxlade med både den brittiska och Jeness Millers amerikanska rörelse vid samma tid. 
Rörelsen nådde viss framgång, särskilt ifråga om skolflickor. På 1890-talet visade undersökningar att snörliv på skolflickor inte längre var accepterat i Sveriges flickskolor. Vid samma tid rapporterade Augusta Lundin att en större andel av hennes kunder använde livstycke i stället för snörliv, och vid sekelskiftet 1900 hade förekomsten av bleksot, som vid denna tid till stor del ansågs bero på korsetterna, kraftigt minskat i Sverige.

### Tyskland
I Tyskland propagerades tidigt för en dräktreform, ledd av företrädare för gymnastiken och läkarvetenskapen, främst läkarna Gustav Jaeger och Heinrich Lahmann.  Som en del av  Livsreformsrörelsen, en rörelse för en hälsosam livsstil som uppkommit med den tyska industrialismen, förespråkades en mer hälsosam klädstil även för män, och därefter utvecklades också vad man kallade för en "vetenskapligt" hälsosam reformdräkt även för kvinnor, vars ursprungliga dräkt var ännu mer ohälsosam, och man förespråkade öppet byxor för kvinnor.
Föreningen 'Allgemeine Verein für Verbesserung der Frauenkleidung' grundades efter Berlins kvinnokongress 1896 och var verksam fram till första världskriget. Liksom sina motsvarigheter i Norden, Nederländerna och Österrike förespråkade den främst "rationella" underkläder, särskilt att sluta använda korsetter. En av dess främsta gestalter var Minna Cauer. Rörelsen hade framgång och stimulerade tillverkarna att uppfinna mer hälsosamma korsettmodeller, och Minna Cauer rapporterade 1907 att korsettillverkarna klagade över den stora nedgång i försäljningssiffror de upplevde.

### USA

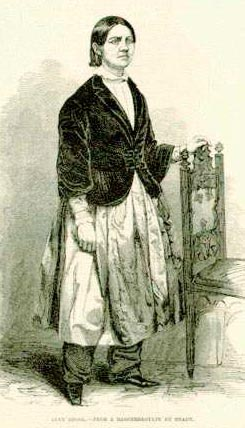
Lucy Stone i bloomers

Dräktreformrörelsen uppstod i USA. I nybyggartrakter, där långa kjolar och snörliv inte var praktiska, var det vanligt för kvinnor att bära både byxor, korta kjolar och avstå från snörliv då de arbetade. När kvinnor skötte hushållssysslorna hemma, var det också vanligt för dem att bära en bekväm tunikaliknande klänning, som senare blev känd som Mother Hubbard-klänningen. Den här typen av kläder var dock exklusivt ansedda som arbetskläder, och det var inte socialt accepterat för en kvinna att visa sig klädd så utanför sitt eget hem, eller för andra än för sina familjemedlemmar. När gymnastiken började bli modern i USA under 1830-talet kunde kvinnor klä sig i byxor och utan snörliv även under gymnastiken, liksom under sjukdom. Att klä sig bekvämt var dock fortfarande bara socialt accepterat inomhus, utanför den offentliga blicken, eller under extrema nybyggarförhållanden. Kvinnor som visade sig i byxor eller bara utan snörliv offentligt riskerade att bli trakasserade, och i vissa fall rentav arresterade för förargelseväckande beteende. 
National Dress Reform Association grundades 1856, och utgav flera skrifter i ämnet. Dess medlemmar var ofta engagerad i gymnastik som utövades i vatten, och både föreningen och många andra hälsoföreningar stödde kampanjen genom att ge ut informationsblad med fokus på hälsa. Föreningen upplevde några år av stort intresse och aktivitet. Den ska ha haft medlemmar i snart sagt varje delstat i USA, bloomerdräkter ställdes ut i utställningar och kvinnor av många olika kategorier bar dräkten: radikala kvinnor med intresse för feminism; medlemmar ur religiösa grupperingar som ville avstå från tidens flärdfulla mode; och kvinnor med intresse för dess hälsomässiga fördelar. 
Reformrörelsen i USA handlade om att göra det socialt accepterat för kvinnor att klä sig bekvämt och hälsosamt offentligt, utan att bli trakasserade. Det var en kampanj som stöddes av den amerikanska kvinnorörelsen. Åren 1851–1852 gjorde kvinnorättsaktivisten Amelia Bloomer en föreläsningsturné genom USA i ett försök att lansera den så kallade 'Bloomerdräkten', som bestod av en lös, knälång tunika över vida byxor. Den här typen av klädsel var snarlik den som redan användes av kvinnor som arbetsdräkt inom hemmets fyra väggar eller som gymnastikkläder, men idén att kvinnor skulle klä sig så offentligt väckte enormt uppseende och uppfattades som provocerande på den allmänna opinionen. Kampanjen ledde till åtskilliga karikatyrer av kvinnor i bloomerdräkter i pressen, oftast med budskapet att de försökte ta över männens privilegier i samhället, något som i slutändan skulle leda till att män fick bli hemmafruar. Kampanjen misslyckades, och de negativa associationerna gjorde att även kvinnorörelsen lade ned den, och föreningen upplöstes slutligen 1865 – även Amelia Bloomer själv slutade bära byxor 1859. Bloomerdräkten kom ändå att bäras offentligt av en minoritet radikala kvinnor, och den var särskilt vanlig i Boston.
Från 1870-talet återuppväcktes rörelsen i USA, och för att få större framgång lades nu till målet att en reformdräkt också måste vara vacker. År 1870 grundades 'Northern Ohio Health and Dress Reform Association', följd 1874 av 'American Free Dress League'. Bloomerdräkten förespråkades inte längre, i stället riktade sig rörelsen nu främst på att reformera underkläderna. Dess centralfigur var från 1880-talet designern Annie Jenness Miller, som utgav tidningen Dress i New York och förespråkade saken genom artiklar, föredrag och designmönster. Hon uppmuntrade också framgångsrikt grundandet av lokala kvinnoklubbar för hälsosamma klädvanor.  Denna gång blev rörelsen mer framgångsrik i bredare lager. Den skedde också nu under en epok när offentlig gymnastik, så som cykling, blev vanligare för kvinnor, och att då klä sig i "gymnastikdräkt" offentligt blev därmed accepterat mot sekelskiftet 1900.